# Angel-A
Angel-A (Brasil: Um Anjo da Guarda ) é um filme de fantasia de drama romântico francês de 2005, escrito e dirigido por Luc Besson e estrelado por Jamel Debbouze e Rie Rasmussen.

## Sinopse
Um quadro de congelamento mostra um jovem marroquino Andre (Jamel Debbouze), que se descreve através de uma voz sobre, afirmando que ele vive na América embora esteja atualmente em Paris. André conclui que ele é um cara bom, embora lamenta que ele esteja mentindo o tempo todo, inclusive para si mesmo. Quando o quadro descongela, Andre é esbofeteado no chão, e três bandidos exigem que ele pague o dinheiro que deve. Na cena seguinte, André é mostrado sendo mantido sobre a grade da Torre Eiffel por um guarda-costas de Franck (Gilbert Melki), que também exige que André lhe pague o dinheiro devido. Desesperado, Andre alega seu caso para a embaixada americana e uma delegacia de polícia de Paris, embora nenhum dos dois seja capaz de ajudá-lo.
André decide se matar pulando da Ponte Alexandre III no Rio Sena, mas primeiro ele percebe uma bela jovem (Rie Rasmussen) que também está sobre a grade. A mulher pula da ponte, e André pula atrás dela, arrastando-a para um lugar seguro. A mulher diz que seu nome é Angela, e que ela saltou porque ela tinha os mesmos problemas que André. A fim de agradecê-lo por salvá-la, Angela promete sua vida a André, afirmando que ela fará tudo o que puder para ajudá-lo.
André vai visitar Franck, acreditando que Franck irá respeitá-lo mais se ele tiver uma linda mulher com ele. Franck não está interessado em André, mas aceita uma oferta de Angela para discutir o caso de André em particular. Quando Angela aparece, ela informa André que sua dívida foi paga, e lhe dá uma grande quantidade de dinheiro. Andre eventualmente aceita o dinheiro, embora esteja relutante em fazê-lo, acreditando que Angela dormiu com Franck para obtê-lo. Ao perceber que precisa de mais dinheiro, Angela concorda em ajudá-lo, e os dois vão a uma boate. Uma a uma, Angela atrai homens para os banheiros com ela, prometendo-lhes sexo em troca de dinheiro. André está enojado com o que Angela está fazendo, e protesta com ela. Mais tarde, os dois vão para outro clube para pagar sua dívida restante. André encontra Pedro (Serge Riaboukine), e se oferece para recompensá-lo. Pedro aconselha André a apostar o dinheiro em um cavalo, dizendo-lhe que a corrida foi fixada. Angela o aconselha contra isso, mas André aposta todo o seu dinheiro no cavalo, que vem por último.
André se vê desesperado novamente, ao que Angela o informa que ela é na verdade um anjo enviado para ajudá-lo. André é incrédulo no início, até que Angela demonstra que tem poderes divinos, como a capacidade de levitar objetos. André fica fascinado, e tenta aprender o máximo que pode sobre Angela. Os três bandidos desde o início do filme confrontam André; André pede para Angela cuidar deles, e ela os deixa inconscientes. Angela ajuda André a encontrar coragem para ver o bem dentro de si mesmo, e também revela que ela não fez sexo com nenhum dos homens no banheiro ou com Franck, em vez disso ela os deixou inconscientes.
Angela convence André a confrontar Franck, e ser honesto com ele em vez de mentir. Angela invade o quarto de hotel de Franck depois de nocautear seus guardas. Franck acredita que André está prestes a matá-lo, e implora por sua vida. André pede desculpas a Franck por ter emprestado seu dinheiro, afirmando que ele não deveria ter feito isso. Ele então conta a Franck sobre seu amor pela mulher que entrou em sua vida e abriu seus olhos. Angela, que está emocionalmente comovida com o discurso de André, sai. André a persegue, eventualmente alcançando-a na ponte onde eles se conheceram. Angela revela que está indo para casa enquanto seu trabalho é feito. André implora para que ela fique, professando seu amor por ela. Uma Ângela emocionada tenta argumentar com André, afirmando que eles não podem ficar juntos. Ela brota asas de suas costas, e começa a subir, embora André agarre-a. Eles caem no Rio Sena pela segunda vez. André sai da água e Angela sai atrás dele. Angela perdeu suas asas, e ela se alegra quando vê André.

## Elenco
- Jamel Debbouze como André Moussah
- Rie Rasmussen como Angel-A
- Gilbert Melki como Franck
- Serge Riaboukine como Pedro
- Akim Chir: o líder dos bandidos
- Eric Balliet como guarda-costas de Franck
- Loïc Pora: o segundo bandido
- Vênus Boone como mãe de Angela
- Jérôme Guesdon: o terceiro bandido
- Michel Bellot: o planton dos EUA
- Michel Chesneau como policial na delegacia
- Olivier Claverie como Secretário dos EUA
- Solange Milhaud como esposa de Saint-Lazare
- Laurent Jumeaucourt como draga
- Franck-Olivier Bonnet: o último cliente

## Produção
Para o papel principal, Luc Besson explica: "Duas soluções foram propostas para mim de uma forma muito clara: ou eu estava filmando com um elenco americano, e havia cinco ou seis atores possíveis; ou eu fiz isso em francês e havia apenas Jamel".
Como muitos elementos do filme, a escolha da atriz principal permaneceu em segredo por um longo tempo. Enquanto os nomes de Sara Forestier, Milla Jovovich, Kate Nauta, Angelina Jolie, Uma Thurman foram mencionadas, foi finalmente a pouco conhecida Rie Rasmussen que foi escolhida.
Gilbert Melki, que foi escolhido para interpretar Franck, ficou surpreso que Luc Besson não lhe deu todo o roteiro. Ele diz: "A maneira como eu não lhe dou todo o roteiro o perturbou um pouco. Então ele entendeu qual era a minha abordagem. Seu personagem acompanha a evolução de André ao encontrá-lo várias vezes. Permiti que Gilbert filmasse suas cenas em continuidade, mas toda vez que ele via André de novo, ele tinha que encontrá-lo mudado e não saber por quê. Sua relação com o personagem principal tinha que ser honesta. Durante as filmagens, Gilbert manteve seu frescor".
As filmagens ocorreram principalmente em Paris e duraram nove semanas. A equipe geralmente gravava muito cedo pela manhã para manter o máximo de sigilo possível.

## Lançamento
O filme estreou nos Estados Unidos no Festival Sundance de Cinema de 2007. Arrecadou US$9.99 milhões em todo o mundo, incluindo mais de US$200 mil dos Estados Unidos.
Ele detém uma taxa de aprovação de 45% no Rotten Tomatoes, baseado em 88 avaliações, com uma pontuação média de 5,5/10, o consenso do site diz: "O diálogo desajeitado e personagens rasos não conseguem capitalizar sobre a impressionante e poética cinematografia de Angel-A".